# Moreno Moser
Moreno Moser, född den 25 december 1990 i Trento, är en italiensk före detta landsvägscyklist som var professionell från 2012 till 2019. Hans främsta meriter är en totalseger i Polen runt (2012), samt vinster i Eschborn–Frankfurt (2012), Trofeo Laigueglia (2012 och 2018) och Strade Bianche (2013).
Även Moreno Mosers far, Diego, bröder Leonardo och Matteo, farbröder Francesco, Aldo och Enzo, samt kusin Ignazio, samtliga med efternamnet Moser, var professionella cyklister.

## Meriter
| 2008 Vinnare av etapp 2 Giro della Lunigiana 2010 2:a i Coppa Placci 2011 Vinnare av Giro del Medio Brenta Vinnare av Trofeo Gianfranco Bianchin 5:a totalt i Girobio Vinnare av etapperna 1 och 8 2012 Vinnare totalt av Polen runt Vinnare av etapperna 1 och 6 Vinnare av Trofeo Laigueglia Vinnare av Eschborn-Frankfurt City Loop 2:a i Grand Prix Cycliste de Montréal 2:a i Trofeo Melinda 3:a i linjelopp vid Italienska mästerskapen 5:a i Giro di Toscana 7:a totalt i Settimana Internazionale di Coppi e Bartali | 2013 Vinnare av Strade Bianche 2:a i Eschborn-Frankfurt City Loop 7:a i Clásica de San Sebastián 2014 8:a i Japan Cup 2015 Vinnare av etapp 8 i Österrike runt 2:a i individuellt tempolopp vid Italienska mästerskapen 7:a i Cadel Evans Great Ocean Road Race 10:a i individuellt tempolopp vid Världsmästerskapen 2016 3:a i individuellt tempolopp vid Europamästerskapen 3:a i individuellt tempolopp vid Italienska mästerskapen 3:a i GP Miguel Induráin 2018 Vinnare av Trofeo Laigueglia |